# Corvo
Corvo is het kleinste bewoonde eiland van de Azoren.
Het ligt in het midden van de Atlantische Oceaan, 1875 km vanaf het Europese continent (Spanje) en 1950 km vanaf het Noord-Amerikaanse continent (Newfoundland). Continentaal gezien ligt het eiland, net zoals het buureiland Flores, niet op de Europese continentale plaat maar op de Noord-Amerikaanse continentale plaat.
Met een lengte van 6,5 km, een breedte van 4 km heeft het eiland een totale oppervlakte van 17,13 km². Dit ovaalvormige eiland is het kleinste van de archipel van de Azoren. Ontstaan door erupties door de vulkaan, die nu een maximale hoogte heeft van 718 m.
De enige plaats op het eiland is Vila Nova do Corvo, met een inwoneraantal van ruim 450.
In dit dorpje ligt Corvo Airport, een eenbaansvliegveld waar vluchten worden uitgevoerd naar andere eilanden van de archipel, allemaal via het buureiland Flores, door de eigen luchtvaartmaatschappij van de eilandengroep: SATA Air Açores. Tussen Corvo en Flores is een bootverbinding.
Samen met het buureiland Flores werd Corvo ontdekt op 7 maart 1452 door Diogo de Teive en zijn zoon. De naam Corvo betekent Raaf in het Portugees.

## Caldeirão (Vulkaan)
Op de berg Grosso is een krater van een oude vulkaan die het eiland vormde. Caldeirão is 300 m diep en heeft een diameter van 2400 meter. Corvo en zijn buureiland, Flores, zijn de enige twee vulkaaneilanden van de Azoren die ten westen van de Midden-Atlantische rug zijn gesitueerd. Continentaal gezien liggen de eilanden niet op de Europese continentale plaat maar op de Noord-Amerikaanse continentale plaat. Een één km brede caldeira die aan de noordkant van het eiland is gesitueerd is de prominentste eigenschap van Corvo. De calderavloer bevat verscheidene kleine sintelkegels en twee ondiepe meren. Twee pyroclastische kegels barstten uit aan de zuidkant en voerden lavastromen die een platform vormden dat aan het dorp Vila Nova do Corvo reikt. De jongste uitbarsting op Corvo veroorzaakte een lavastroom die de oceaan bereikte dicht bij Punta Negra.

## Cultuur
Deze festiviteit is een eerbetoon aan beschermheilige – “Nossa Senhora dos Milagres”. Voor meer dan 400 “gasten” (meer dan het aantal eilandbewoners), men viert de vreugde om op het mooie en meest westelijke eiland van Europa te wonen. Tijdens de festiviteiten worden er optreden gehouden van lokale muziekgroepen (Filarmónicas) en een aantal optredens voor jong en oud.
Het festival voor De Heilige Geest wordt op alle eilanden van de Azoren gevierd en verschillen van eiland tot eiland en van dorp tot dorp. Elk eiland, elk dorpje heeft zijn eigen kapel, de zogenaamde “Império” met zijn eigen broederschap. Deze festiviteiten zijn de meest karakteristieke van deze eilandbevolking.
Corvo · Flores · Faial · Pico · São Jorge · Graciosa · Terceira · São Miguel · Santa Maria